# 민스트럴 보이

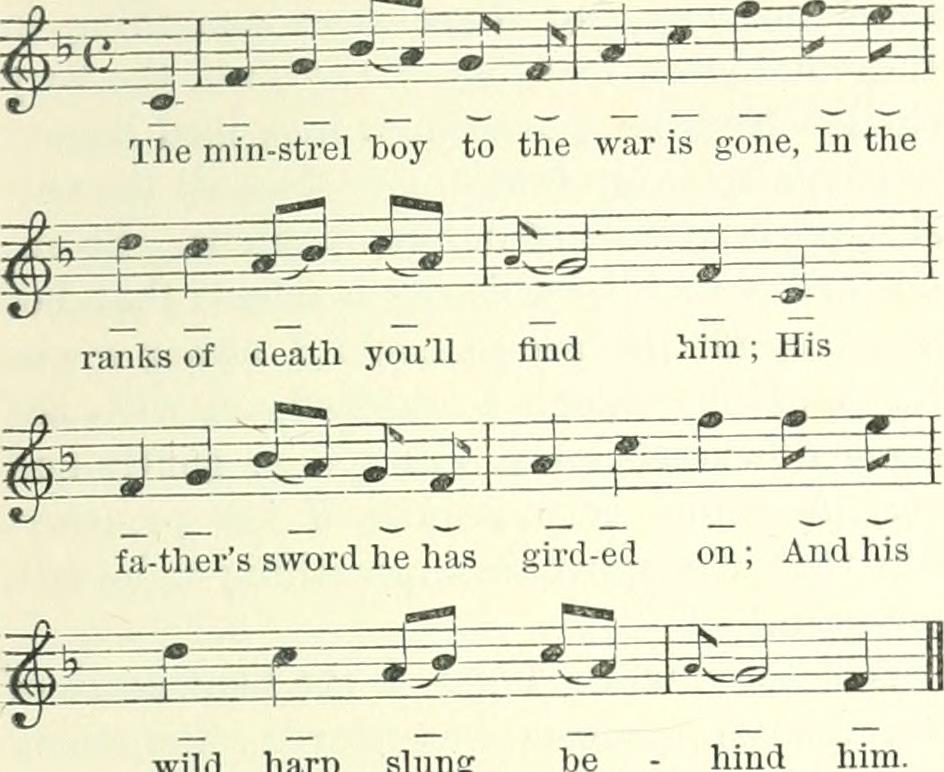
민스트럴 보이의 도입부

민스트럴 보이(The Minstrel Boy)는 아일랜드의 고전 포크송이다. 가락은 전통 가락이고 가사는 토머스 무어 (1779–1852)가 지었다. 한국에는 '소년 악사'라는 제목으로 알려져 있다. 민스트럴(Minstrel) 또는 바드(Bard)는 아일랜드의 음유 시인들을 가리키는데, 아일랜드의 전통 악기인 하프를 들고 다니며 노래를 불렀다. 하프는 아일랜드의 국민 악기로서, 아일랜드 국장도 하프이다. 1798년에 아일랜드 사람들은 반영파 장로교 신자인 로디 매컬리(Roddy McCorley, 가톨릭 신자였다는 설도 있음)와 로마 가톨릭 신자인 존 켈리(John Kelly)의 주도 하에 잉글랜드의 지배에 맞서서 대대적으로 반란을 일으켰다. 이 곡은 반란에 동참했던 어린 음유시인을 주인공으로 하고 있다. 원곡은 2절로 구성되어 있다. 그런데, 1845년에 아일랜드의 주 농작물인 감자 농사가 엄청난 흉년을 기록하면서 아일랜드인들이 무더기로 미국으로 이민을 가게 되었고, 1861년에 미국에서 남북 전쟁이 터졌다. 이 때 아일랜드 포크송인 이 곡에 3절이 추가되었다.

## 가사
The minstrel boy to the war is gone,

In the ranks of death ye will find him;

His father's sword he hath girded on,

And his wild harp slung behind him;

"Land of Song!" said the warrior bard,

"Tho' all the world betray thee,

One sword, at least, thy rights shall guard,

One faithful harp shall praise thee!"

The Minstrel fell! But the foeman's chain

Could not bring his proud soul under;

The harp he lov'd ne'er spoke again,

For he tore its chords asunder;

And said "No chains shall sully thee,

Thou soul of love and bravery!

Thy songs were made for the pure and free

They shall never sound in slavery!"

The Minstrel Boy will return we pray

When we hear the news we all will cheer it,

The minstrel boy will return one day,

Torn perhaps in body, not in spirit.

Then may he play on his harp in peace,

In a world such as heaven intended,

For all the bitterness of man must cease,

And ev'ry battle must be ended.

## 내용 분석
하프는 아일랜드의 전통 악기이고, 한국의 가야금처럼 아일랜드인들의 정체성을 상징한다. 아일랜드의 국장이 하프인 것은 이 때문이다. 이 곡은 아일랜드의 독립과 자유를 위해 독립 투쟁에 가담한 소년 민스트럴의 이야기를 다루고 있는데, 그 가운데에서도 민스트럴이 가진 하프에 화자는 초점을 맞추고 있다. 하프는 단순한 민스트럴의 반주용 악기가 아니라, 아일랜드의 민족 정신 그 자체를 상징하는 것이다.

## 영화 삽입
1998년도 영화 라이언 일병 구하기와, 2001년도 영화 블랙 호크 다운에 삽입되었다.